# Pancarana
Pancarana är en ort och kommun i provinsen Pavia i regionen Lombardiet i Italien. Kommunen hade 300 invånare (2018).